# V403 Возничего
V403 Возничего (лат. V403 Aurigae), HD 39743 — тройная звезда в созвездии Возничего на расстоянии приблизительно 684 световых лет (около 210 парсеков) от Солнца. Видимая звёздная величина звезды — от +6,68m до +6,49m. Возраст звезды оценивается как около 8 млрд лет.

## Характеристики
Первый компонент — жёлтый гигант, эруптивная переменная звезда типа RS Гончих Псов (RS) спектрального класса G8III или G5. Масса — около 3,343 солнечной, радиус — около 15,55 солнечных, светимость — около 116,692 солнечных. Эффективная температура — около 4847 K.
Второй компонент — красный карлик спектрального класса M. Масса — в среднем около 0,353 солнечной. Орбитальный период — около 83,16 суток.
Третий компонент — коричневый карлик. Масса — около 33,82 юпитерианских. Удалён на 2,236 а.е..